# Gare de Lépin-le-Lac - La Bauche
Gare de Lépin-le-Lac - La Bauche vasútállomás Franciaországban, Lépin-le-Lac településen.

## Vasútvonalak
Az állomást az alábbi vasútvonalak érintik:
- St-André-le-Gaz–Chambéry-vasútvonal

## Kapcsolódó állomások
A vasútállomáshoz az alábbi állomások vannak a legközelebb:
- Gare d’Aiguebelette-le-Lac
- Gare de Saint-Béron - La Bridoire